# 相模原市立東林小学校
相模原市立東林小学校（さがみはらしりつ とうりん しょうがっこう）は、神奈川県相模原市南区相南2丁目にある公立小学校。

## 教育目標
- 心も体も健康で たくましい実践力をもった子の育成

## 沿革
- 1966年（昭和41年）
  - 4月1日 - 開校。開校時点の児童数803名、学級数17学級。
  - 4月25日 - 開校記念日。奨学碑「よく学べば、道おのずから ひらく」。
- 1967年（昭和42年）2月25日 - 愛鳥園設置。
- 1968年（昭和43年）3月2日 - 校章・校歌制定発表会開催。
- 1970年（昭和45年）
  - 2月28日 - 特別教育活動研究発表（市教委指定）。
  - 11月28日 - 創立5周年記念式典挙行。
- 1971年（昭和46年）
  - 2月26日 - 視聴覚研究発表（市小中視聴覚研究会委託）。
  - 4月1日 - 上鶴間小学校設立による学区分割。
- 1972年（昭和47年）
  - 4月1日 - 情緒障害児学級設置。
  - 7月1日 - 希望の池完成。
- 1973年（昭和48年）9月10日 - バックネット設置（ベルマーク）。
- 1975年（昭和50年）11月28日 - 創立10周年記念式典挙行。記念事業として、岩石園・植樹園他完成。
- 1978年（昭和53年）4月1日 - 学区変更により、東林間1～2丁目から通う児童（135名）を鶴の台小学校から編入。
- 1981年（昭和56年）4月1日 - 特色ある学校づくり推進校委託、教育実験校委託（市教委）。
- 1982年（昭和57年）11月24日 - 体育科研究発表（市教委委託）。
- 1985年（昭和60年）11月16日 - 創立20周年記念式典挙行。記念事業として、飼育舎完成。
- 1990年（平成2年）11月24日 - 創立25周年記念式典挙行。記念資料室完成。
- 1991年（平成3年）
  - 10月31日 - 第1次大規模改修工事完了（管理棟A・和室）。
  - 11月28日 - 神奈川県学校体育研究連合会より体育研究優良校として表彰。
- 1992年（平成4年）
  - 10月30日 - 体育科研究発表（県小学校体育研究会、市教委指定）。
  - 10月31日 - 第2次大規模改修工事完了。
- 1993年（平成5年）10月31日 - 第3次大規模改修工事完了。
- 1994年（平成6年）4月1日 - フロンティアスクール推進校（市教委委託）。
- 1995年（平成7年）
  - 9月7日 - 創立30周年記念行事として、グリーンホールにて音楽鑑賞会が開催された。
  - 11月18日 - 創立30周年記念式典挙行。校庭用時計が寄贈された。
- 1997年（平成9年）9月9日 - 学校ホームページ開設。
- 1998年（平成10年）10月21日 - フロンティアスクール継続校として研究発表。
- 2000年（平成12年）
  - 2月8日 - 創立35周年記念航空写真撮影。
  - 4月24日 - 創立35周年記念式挙行。
- 2004年（平成16年）4月1日 - フロンティアスクール推進校（市教委委託）。
- 2005年（平成17年）
  - 10月 - この月から翌年1月まで、空調設備工事（普通教室にエアコン設置）。
  - 12月1日 - 創立40周年記念事業として、グリーンホールにて、学習発表会開催。
- 2006年（平成18年）2月14日 - 創立40周年記念式典挙行。
- 2007年（平成19年）
  - 4月1日 - 特色ある学校教育研究開始（市教委委託）。同日から、学校給食の民間委託開始。
  - 8月10日 - 高鉄棒撤去。
  - 11月20日 - 新生相模原誕生記念植樹（3本）。
- 2008年（平成20年）
  - 1月10日 - ブランコ周り防護策設置。
  - 4月1日 - 視聴覚・情報教育の研究委託校（相視研委託）。
  - 8月29日 - D棟防水工事完了。
  - 9月19日 - 校庭トイレ改修。
  - 11月11日 - 特色ある学校教育研究発表。
- 2009年（平成21年）8月25日 - 体育館～D棟の渡り廊下屋根のふき替え。
- 2010年（平成22年）1月9日 - 指定校緑化事業により、中庭の樹木の入れ替え。
- 2011年（平成23年）9月 - この月から10月まで、各教室にインターホン設置。
- 2014年（平成26年）
  - 4月1日 - 防災教育実践研究校（市教委委託）。
  - 8月20日 - 緊急地震速報受信システム設置。
- 2015年（平成27年）
  - 3月23日 - 岩石園解体及び田んぼ造園工事祈願祭挙行。
  - 4月23日 - 創立50周年記念航空写真撮影。
  - 4月27日 - 開校記念式及び田んぼ完成お披露目式挙行。
  - 5月30日 - 創立50周年記念運動会開催。
  - 6月11日 - 京都フィルハーモニー室内合奏団による創立記念コンサート開催。
  - 11月14日 - 創立50周年記念事業として、グリーンホールにて、学習発表会開催。
  - 12月7日 - 2代目のジャングルジム完成。
- 2016年（平成28年）2月 - 防災教育実践校研究発表。
- 2017年（平成29年）
  - 4月25日 - 南門改修工事。
  - 7月 - この月から11月2日まで、B棟西トイレ改修工事実施。
- 2018年（平成30年）
  - 7月 - この月から10月5日まで、受水槽改修工事実施。
  - 9月7日 - 的あて解体し、撤去。
- 2020年（令和2年）
  - 3月19日 - A棟トイレ改修。
  - 10月16日 - D棟トイレ改修。
- 2021年（令和3年）
  - 2月 - 洗い場・トイレ自動水栓の設置。
  - 3月 - A棟校長室・職員室・事務室のエアコン更新。
- 2022年（令和4年）10月 - 田んぼ改修。
- 2023年（令和5年）2月 - 体育館屋根塗装修繕。

## 児童数・学級数
- 本校の児童数は全学年合計で574人。学級数は全学年合計で23学級となっている（2024年（令和6年）5月1日現在）[1]。

## 通学区域
出典
- 相模原市南区
  - 相南1丁目（全域）
  - 相南2丁目（全域）
  - 相南3丁目（全域）
  - 相南4丁目（全域）
  - 東林間3丁目（全域）
  - 東林間4丁目（38番〜41番・43番・44番）
  - 松が枝町（全域）

## 進学中学校
出典
- 相模原市南区
  - 相模原市立東林中学校

## 周辺
- 相模原市立東林児童クラブ - 同一敷地内。
- 日本キリスト教団翠ヶ丘教会附属相模翠ヶ丘幼稚園 - 相模原市道をはさんで、敷地が隣接。かつ、進学前幼稚園のひとつ。
- 相模原市立東林保育園 - 進学前保育園のひとつ。
- 翠ヶ丘公園
- 相模原市東林まちづくりセンター
  - 東林公民館

## 交通アクセス
- 小田急電鉄
  - 江ノ島線東林間駅（西口）から、徒歩約880m・約13分。
  - 小田原線小田急相模原駅（南口）から、徒歩約1km・約15分。